# Paraleprodera epicedioides
Paraleprodera epicedioides là một loài bọ cánh cứng trong họ Cerambycidae.